# Micomitra vitrea
Micomitra vitrea är en tvåvingeart som först beskrevs av Jacques-Marie-Frangile Bigot 1892.  Micomitra vitrea ingår i släktet Micomitra och familjen svävflugor. Inga underarter finns listade i Catalogue of Life.